# Reaktion (Verkehrsgeschehen)
Reaktion ist nach Sigmund Exner (1846–1926) die auf einen Reiz folgende, zweckgerichtete Verhaltensänderung. Bei der Aufklärung von Verkehrsunfällen spielen Reaktion und Reaktionszeit eine manchmal erhebliche Rolle.
Die kürzeste Reaktionszeit eines Kfz-Lenkers auf eine Gefahr liegt bei ca. 0,2 bis 0,3 Sekunden. Sie verlängert sich merklich durch notwendigen Blickwechsel, mangelnde Aufmerksamkeit oder Müdigkeit (siehe auch Schrecksekunde). Zur mentalen Reaktionszeit kommen beim Bremsen noch die Fußumsetzzeit und Ansprechzeiten der Mechanik, was insgesamt etwa 1 Sekunde ergibt. So die Verkehrslage erhöhte Aufmerksamkeit und Reaktionsbereitschaft erfordert, beträgt die Reaktions- und Bremsansprechzeit aber höchstens 0,6 Sekunden (BGH VRS 6, 13).

## Reaktionsanlass – Reaktionsaufforderung
Der Mensch ist insbesondere im Straßenverkehr gezwungen, auf ein Überangebot an Informationen und Reizen, von denen er nur einen Bruchteil aufnehmen kann, zu reagieren. Nach einem sachbezogenen Selektionsprozess dringt nur ein sehr kleiner Bruchteil in die höchsten Schichten des Bewusstseins.
Um eine Reaktion auszulösen, ist ein Anlass erforderlich, der sofort oder nach allmählicher Zunahme eine Reizschwelle übersteigt. Erst mit dem Erkennen des Reaktionsanlasses beginnt die Reaktion, die mit der Handlungsänderung endet. Die Auffälligkeit (Dauer des Erkennens einer Gefahr) ist Reaktionsanlass und liegt daher vor der Reaktion. Die Gefahrerkennungszeit kann sehr kurz sein, nur mehr bestimmt von der neurophysiologischen Reizleitung, wenn ein Reflex die Reaktion auslöst. Die Intensität des Reaktionsanlasses spielt im Gegensatz zu manchen Fehlmeinungen deswegen keine Rolle, weil eine Reaktion erst in dem Moment gesetzt werden kann, in dem die Auffälligkeitsschwelle des Reaktionsanlasses überschritten wird. Wenn der Reaktionsanlass infolge höherer Auffälligkeit früher eintritt, kann das die Reaktionszeit selbst in keiner Weise beeinflussen. Eine objektive Reaktionsaufforderung liegt nur dann vor, wenn z. B. das Verhalten des Zweitbeteiligten als Gefahr erkennbar ist.
Die Frage, ob jemand unaufmerksam gefahren sei, muss im Einzelfall genau geprüft werden, weil ein Wechselspiel zwischen distributiver Aufmerksamkeit (grober Überblick über das Gesamtgeschehen) und konzentrativer Aufmerksamkeit (Einzelheiten werden genau erkannt) erforderlich ist, um komplexes Verkehrsgeschehen bewältigen zu können. Nach der situationsbedingt (Fußgänger, Fahrzeuge, Tageslicht, Dunkelheit) sehr unterschiedlich langen Zeitspanne, bis ein latenter Reaktionsanlass auffällig wird und eine objektive Reaktionsaufforderung darstellt, setzt die Reaktion (zielgerichtete Handlung) ein. Die Dauer des Erkennens einer Gefahr hängt auch von der Erfahrung des Verkehrsteilnehmers ab und variiert situationsbedingt stark. Bei der Beurteilung einer eventuellen Reaktionsverspätung sind rechtliche Prämissen einzubeziehen. Womit muss der Fahrzeuglenker in der gegebenen Situation rechnen (z. B. Fußgänger nachts auf der Autobahn, Fußgänger am Schutzweg)?

## Reaktionszeit

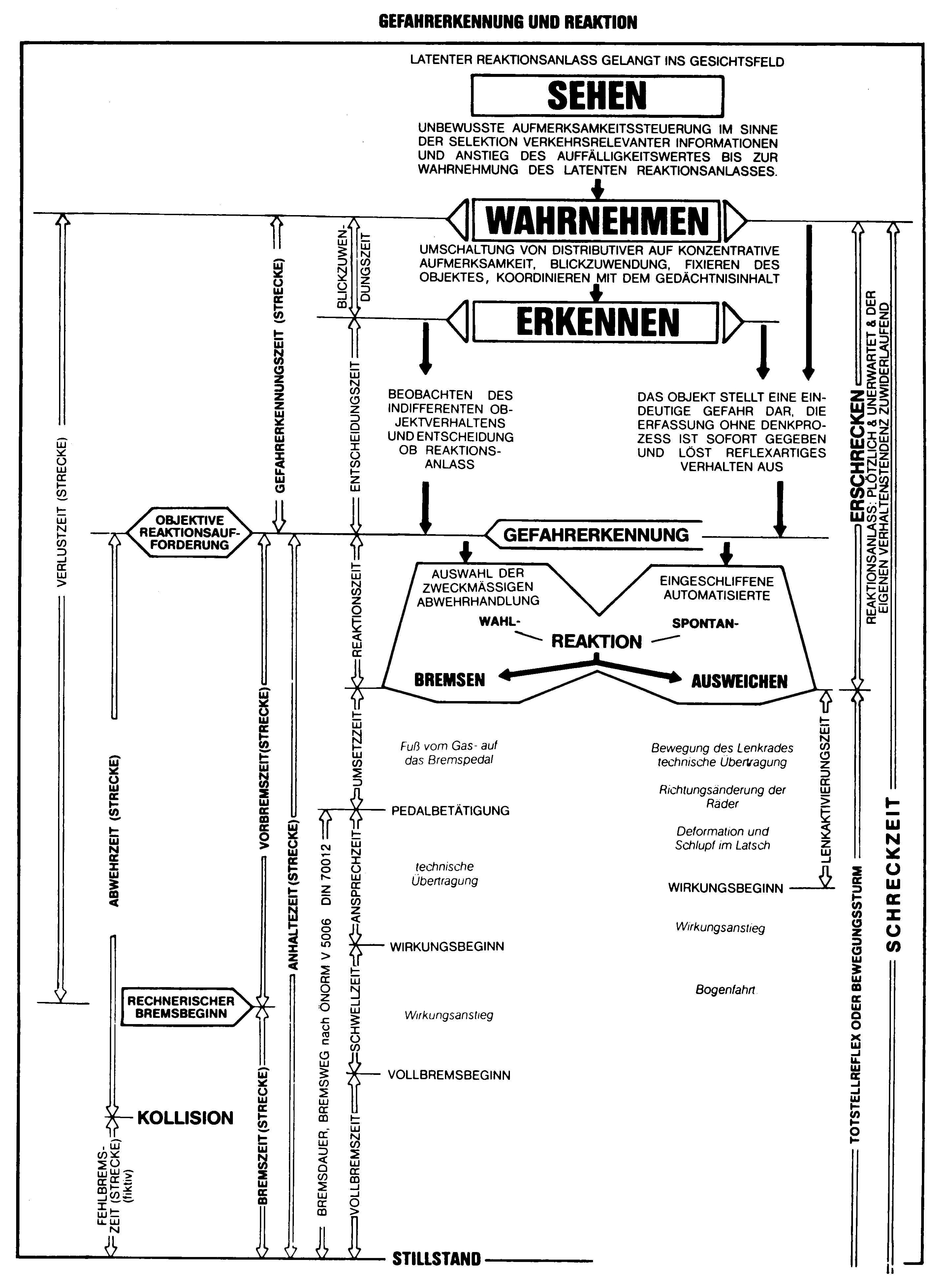
Ablaufschema der Vorgänge vom Sehen eines latenten Reaktionsanlasses bis zum Wirkungsende der Reaktion

Die Reaktionszeit ist die Zeitspanne zwischen dem Erkennen eines bestimmten Reaktionsanlasses und dem Beginn der darauf gerichteten (Abwehr-)Handlung. Sie ist psychologisch und physiologisch bestimmt und liegt bei visuellen Reizen, d. h. 80 % unserer Wahrnehmungsinhalte, zwischen ca. 0,2 und 0,3 Sekunden. Ist eine Blickzuwendung (Saccade) erforderlich, benötigt diese allein weitere ca. 0,35 Sekunden. Die Reaktionszeit ist für visuelle, akustische und taktile Reize verschieden lang. Sie variiert im Tierreich extrem.
Die Vorbremszeit setzt sich aus Reaktionszeit, Fußumsetzzeit, Ansprechzeit und halber Schwellzeit der Bremsanlage zusammen. Sie dauert ca. 0,8 bis 1 Sekunde und wird umgangssprachlich oft – fälschlich – als Reaktionszeit bezeichnet.
Die Vorlenkzeit ist aus physiologischen und fahrzeugtechnischen Gründen um ca. 0,1–0,2 s kürzer. Das spontane Verreißen eines Pkw wird um ca. 0,1–0,2 Sekunden früher wirksam als eine „gleichzeitig“ durchgeführte Bremsung.
In Österreich sind die zugehörigen Begriffe zurückgehend auf Veröffentlichungen von Fritz Sacher in der ÖNORM V5050 definiert. Die Gefahrerkennungszeit ist nicht in der Vorbremszeit enthalten. In Deutschland wird zwischen Gefahrerkennungszeit und Reaktion nicht klar unterschieden, sodass sich verschiedene Modelle entwickeln konnten.
Das Diagramm stellt den gesamten Reaktionsvorgang von der Gefahrerkennung als auslösendem Ereignis bis zum Ende seiner Folge dar. Jeder Reaktionsvorgang und dessen Folgen lassen sich analog anhand dieses Schaubildes vergleichen.